# José María Bellalta
José María Bellalta Suárez es un historietista español (Barcelona, 1941), que trabajó sobre todo para el mercado exterior.

## Biografía
José María Bellalta comenzó su carrera en editoriales menores como Jobas y Ferma.
En los años sesenta fundó la agencia de cómic Spanish Artist Studio, lo que no impidió que algunos trabajos suyos, como Año 3000,  apareciesen de vez en cuando en España.
Su último trabajo realizado para el mercado español fue una adaptación de la serie de televisión V para la revista Tele Indiscreta en 1985. También entintó los lápices de Julio Bosch en El Coyote (1983) de Comics Forum.

## Obra
| Años | Título                         | Guionista                    | Tipo       | Publicación                   |
| ---- | ------------------------------ | ---------------------------- | ---------- | ----------------------------- |
| 1956 | Policía del Espacio            |                              | Serial     | Jobas                         |
| 1956 | Fred Santos                    | Joan Llarch                  | Serial     | Ferma                         |
| 1956 | Tres Hadas                     |                              | Serial     | Indedi                        |
| 1956 | Trovador                       |                              | Serial     | Gráficas Soriano              |
| 1958 | El Temible Pirata              | J.F. Gras                    | Serial     | Grafidea                      |
| 1961 | Otra vez, Robín de los Bosques | José María Carbonell Barberá | Monografía | Bruguera: Historias, núm. 123 |
| 1964 | Sioux                          |                              | Serial     | Toray                         |
| 1968 | Vietnam                        |                              | Serial     | Bargada                       |
| 1968 | Año 3.000                      | María Victoria Rodoreda      | Serial     | Boixher                       |
| 1979 | Tumac                          | Manila                       | Serial     | Dalmau Socias                 |
| 1985 | V                              |                              | Serie      | Tele Indiscreta               |